# Johann Severin Vater
Johann Severin Vater (* 27. Mai 1771 in Altenburg, Herzogtum Sachsen-Altenburg, HRR; † 16. März 1826 in Halle (Saale), Provinz Sachsen, Königreich Preußen) war ein deutscher Theologe und Sprachforscher.

## Leben und Wirken
Johann Severin Vater absolvierte in seiner Geburtsstadt die Lateinschule, das heutige Friedrichsgymnasium. Er studierte danach in Jena und Halle Theologie und wurde 1794 in Halle mit der Dissertation Animadversiones et lectiones ad Aristotelis libros tres Rhetoricum promoviert. Von 1796 bis 1799 setzte er seine Studien in Jena fort, wo er 1798 außerordentlicher Professor wurde. Ab 1799 war er Professor für Theologie und morgenländische Sprachen an der Theologischen Fakultät in Halle. Nachdem die Universität Halle 1806 von den französischen Besatzungstruppen geschlossen worden war, wechselte er an die Universität zu Königsberg. Seit 1808 war er korrespondierendes Mitglied der Bayerischen Akademie der Wissenschaften. 1810 wurde er Mitglied der Akademie gemeinnütziger Wissenschaften zu Erfurt und 1812 korrespondierendes Mitglied der Preußischen Akademie der Wissenschaften. Seit 1820 bis zu seinem Tod war er wieder in Halle. In der Zeit der preußischen Bildungsreform war er ab 1810 Mitglied der Wissenschaftlichen Deputation, die das Bildungswesen im Sinne des Neuhumanismus umgestalten sollte. Zusammen mit seiner Ehefrau, der Arzttochter Dorothea Juliane Friederike Heinigke, hatte er zehn Kinder, von denen nur vier (Ludwig, Otto, Friedrich, Julie) das Erwachsenenalter erreichten.
Vater veröffentlichte theologische Werke zur Bibelexegese und Kirchengeschichte, machte sich aber vor allem als Sprachwissenschaftler einen Namen. Er forschte zu Deutsch, Russisch, Polnisch, Hebräisch, Arabisch, Sanskrit und verschiedenen Regionalsprachen. Weiterhin war Vater zusammen mit Friedrich Justin Bertuch Herausgeber der Fachzeitschrift Allgemeines Archiv für Ethnographie und Linguistik, die Sprachwissenschaft und Ethnologie verband. Vater war einflussreich in der Slawistik, unter anderem durch die von ihm verfasste russische Grammatik und seine Kontakte mit Vuk Stefanović Karadžić, dem er die Promotion in Jena vermittelte. Außerdem machte er sich auf dem amerikanischen Kontinent einen Namen durch seine Arbeiten zu den Indianersprachen. Sein dritter Band des Mithridates, der auf den Vorarbeiten des ursprünglichen Herausgebers Johann Christoph Adelung und eigenen Forschungen basiert, ist die erste Darstellung von Indianersprachen, die alle in Europa bekannten zeitgenössischen Informationen sammelte. Der 1812 veröffentlichte Band enthält Daten zu mehr als 500 Indianersprachen des gesamten amerikanischen Kontinents und eine Klassifizierung der Sprachfamilien, die teilweise heute noch gilt. Vater verwendete für diese Arbeit auch Informationen, die Alexander von Humboldt auf seinen Reisen gesammelt hatte und Vater zur Verfügung stellte.

## Veröffentlichungen
- (Diss.:) Animadversiones ad Aristotelis librum primum rhetoricorum cum notitia et censura Graeci scholiastae eorum paucis cogniti quam disputationem ... praeside ... Friderico Augusto Wolfio ... die II. Maii MDCCLXXXXIIII publice defendet Ioannes Severinus Vaterus Alteburgensis. Halle 1794 (Digitalisat)
- Animadversiones et lectiones ad Aristotelis libros tres rhetoricorum. Leipzig 1794 (Digitalisat)
- Theologiae Aristoteleae vindicias eruditorum iudicio submittit Joannes Severinus Vater. Leipzig 1795 (Digitalisat)
- Hebräische Sprachlehre. Nebst einer Kritik der Danzischen und Meinerischen Methode in der Vorrede. Leipzig 1797 (Digitalisat)
- Kleinere Hebräische Sprachlehre. Ein Auszug aus dem größeren Werke. Leipzig 1798 (Digitalisat)
- Hebräisches Lesebuch. Mit Hinweisungen auf die größere und kleinere Sprachlehre desselben, einem Wortregister und einigen Winken über das Studium der morgenländischen Sprachen. Leipzig 1799 (Digitalisat); 2. Aufl. Leipzig 1809 (Digitalisat)
- Uebersicht des Neuesten, was für Philosophie der Sprache in Teutschland gethan worden ist, in Einleitungen, Auszügen und Kritiken. Gotha 1799 (Digitalisat)
- Pasigraphie und Antipasigraphie; oder über die neueste Erfindung einer allgemeinen Schriftsprache für alle Völker, und von Wolkens, Leibnitzens, Wilkins's und Kalmár's pasigraphischen Ideen. Weißenfels/Leipzig 1799 (Digitalisat)
- Versuch einer allgemeinen Sprachlehre. Mit einer Einleitung über den Begriff und Ursprung der Sprache und einem  Anhange über die Anwendung der allgemeinen Sprachlehre auf die Grammatik einzelner Sprachen und auf Pasigraphie. Halle 1801 (Digitalisat)
- Handbuch der Hebräischen, Syrischen, Chaldäischen und Arabischen Grammatik. Leipzig 1802 (Digitalisat)
- Synchronistische Tafeln der Kirchengeschichte vom Ursprunge des Christenthums bis auf die gegenwärtige Zeit. Halle 1803 (Digitalisat), 2. Aufl. Halle und Berlin 1809 (Digitalisat), 3. Aufl. Halle und Berlin 1819 (Digitalisat), 4. Aufl. Halle 1825 (Digitalisat), 5. Aufl. Halle 1828 (Digitalisat), 6. Aufl. Halle 1833 (Digitalisat)
  - (engl. Übs.:) Tables of ecclesiastical history. From the origin of Christianity to the present time. Boston 1831 (Digitalisat)
- Lehrbuch der allgemeinen Grammatik besonders für höhere Schul-Classen, mit Vergleichung älterer und neuerer Sprachen. Halle 1805 (Digitalisat)
- Grammatik der polnischen Sprache in Tabellen, Regeln und Beispielen. Halle 1807 (Digitalisat)
- Tabellen der Deutschen Grammatik zur Grundlage bey dem Unterricht in Schulen und zur Selbstbelehrung aufmerksamer Freunde unsrer Muttersprache. Halle 1807 (Digitalisat)
- Praktische Grammatik der Russischen Sprache in Tabellen und Regeln, nebst Uebungsstücken zur grammatischen Analyse. Leipzig 1808 (Digitalisat), 2. Aufl. Leipzig 1814 (Digitalisat)
- Fortsetzung von Johann Christoph Adelungs Mithridates (Berlin 1809–1817, 4 Bände, Band 2 vollendet von Vater, Band 3 und 4 von Vater allein herausgegeben)
- Untersuchungen über Amerika’s Bevölkerung aus dem alten Kontinente dem Herrn Kammerherrn Alexander von Humboldt gewidmet von Johann Severin Vater, Professor und Bibliothekar. Leipzig 1810 (Digitalisat)
- Litteratur der Grammatiken, Lexica und Wörtersammlungen aller Sprachen der Erde. / Linguarum totius orbis index alphabeticus, quarum grammaticae, lexica, collections vocabulorum recensentur. Berlin 1815 (Digitalisat); 2. Aufl. von Bernhard Jülg, Berlin 1847 (Digitalisat)
- Kirchengeschichte des achtzehnten und neunzehnten Jahrhunderts. Vierter Theil. Braunschweig 1818 (Digitalisat)
- Die Sprache der alten Preußen. Einleitung, Ueberreste, Sprachlehre, Wörterbuch. Braunschweig 1821 (Digitalisat)
- Allgemeine Geschichte der Christlichen Kirche nach der Zeitfolge, von D. Heinrich Philipp Konrad Henke. Neunter Theil: Ergänzung der beiden ersten Bände nebst ausführlichem Register über alle Jahrhunderte von D. Johann Severin Vater. Braunschweig 1823 (Digitalisat)
- Wuk's Stephanowitsch kleine Serbische Grammatik verdeutscht und mit einer Vorrede von Jacob Grimm. Leipzig und Berlin 1824 (Digitalisat)